# 拟穆坪耳蕨
拟穆坪耳蕨（学名：Polystichum paramoupinense），为鳞毛蕨科耳蕨属下的一个植物种。